# Francimar Barroso
Francimar Barroso (Xapuri, 29 de fevereiro de 1980), mais conhecido como Francimar Bodão, é um lutador de MMA brasileiro. É ex lutador do UFC.

## Carreira no MMA

### Início
Bodão iniciou sua carreira no MMA competindo em eventos brasileiros. Logo em seguida ganhou notoriedade por seu estilo de luta e a partir daí começou a treinar com André Pederneiras na academia Nova União.

### Ultimate Fighting Championship
Bodão foi contratado pelo Ultimate para substituir o lutador Robert Drysdale que havia sido retirado do card no UFC 163 devido a uma infecção por estafilococos. O seu adversário foi o também brasileiro Ednaldo Lula. Bodão venceu por decisão unânime após os três rounds.
Bodão enfrentou o holandês Hans Stringer no UFC Fight Night: Shogun vs. Henderson II em Natal, Rio Grande do Norte. Bodão perdeu a luta por decisão dividida.
Bodão era esperado para enfrentar Patrick Cummins em 7 de Junho de 2014 no UFC Fight Night: Henderson vs. Khabilov. Porém, uma lesão tirou Francimar da luta e ele foi substituído por Roger Narvaez.
Ele era esperado para substituir Rafael Cavalcante e enfrentar Ovince St. Preux em 8 de Novembro de 2014 no UFC Fight Night: Shogun vs. St. Preux. No entanto, St. Preux foi movido para enfrentar Maurício Rua no evento principal, e Bodão foi retirado do card.
Em 30 de Maio de 2015, no UFC Fight Night: Condit vs. Alves, que foi realizado em Goiânia, Goiás, o acriano Bodão venceu o canadense Ryan Jimmo por decisão unânime.
Bodão foi escalado para enfrentar o estreante Abdul-Kerim Edilov em 17 de Janeiro de 2016, no UFC Fight Night: Dillashaw vs. Cruz. No entanto, uma lesão tirou Edilov da luta e ele foi substituído pelo também estreante Elvis Mutapcic. Bodão venceu a luta por decisão unânime.
Bodão enfrentou o Ucraniano Nikita Krylov no UFC Fight Night: Overeem vs. Arlovski. Bodão foi derrotado por finalização no segundo round.
Bodão enfrentou o estreante Darren Stewart, em 19 de novembro de 2016, no UFC Fight Night: Bader vs. Nogueira 2. Ele perdeu a luta por nocaute técnico no primeiro round, porém, após ser confirmado uma cabeçada não intencional, a Comissão Atlética Brasileira de MMA, alterou o resultado da luta para "No Contest".
A revanche contra Stewart foi marcada para o dia 18 de março de 2017, no UFC Fight Night: Manuwa vs. Anderson. Na segunda luta, no UFC Fight Night: Manuwa vs. Anderson, Bodão venceu por decisão unânime.
Nas duas lutas seguintes, Bodão foi derrotado. No UFC Fight Night: Volkov vs. Struve ocorreu a primeira derrota, para o austríaco Aleksandar Rakić por decisão unânime. Em seguida, Bodão perdeu para o norte-americano Gian Villante por decisão dividida, no UFC 220. 

## Cartel no MMA
| Cartel no MMA   |             |            |
| 27 lutas        | 19 vitórias | 7 derrotas |
| Por nocaute     | 8           | 3          |
| Por finalização | 6           | 1          |
| Por decisão     | 5           | 3          |
| No contest      | 1           | 1          |

| Res.    | Cartel     | Oponente              | Método                               | Evento                                   | Data       | Round | Tempo | Local                     | Notas |
| ------- | ---------- | --------------------- | ------------------------------------ | ---------------------------------------- | ---------- | ----- | ----- | ------------------------- | --- |
| Win     | 25–7–1 (1) | Alex Nicholson        | Decisão (unânime)                    | PFL 9                                    | 31/10/2019 | 2     | 5:00  | Las Vegas, Nevada         | Quartas de final do PFL 2019; se classificou mas ficou impedido de continuar devido à suspensão médica.         |
| Vitória | 24–7–1 (1) | Ben Edwards           | Decisão (unânime)                    | PFL 6                                    | 08/08/2019 | 3     | 5:00  | Atlantic City, New Jersey | |
| Vitória | 23–7–1 (1) | Alex Nicholson        | Decisão (unânime)                    | PFL 3                                    | 06/06/2019 | 3     | 5:00  | Uniondale, New York       | |
| Vitória | 22–7–1 (1) | Mikhail Mokhnatkin    | Decisão (unânime)                    | RCC 5                                    | 15/12/2018 | 3     | 5:00  | Ekaterinburg              | |
| Empate  | 21–7–1 (1) | Josh Copeland         | Empate (unânime)                     | PFL 8                                    | 05/10/2018 | 2     | 5:00  | New Orleans, Louisiana    | |
| Vitória | 21–7 (1)   | Jack May              | Finalização (triângulo de mão)       | PFL 4                                    | 19/07/2018 | 1     | 1:36  | Uniondale, New York       | |
| Vitória | 20–7 (1)   | Daniel Gallemore      | Nocaute técnico (interrupção médica) | PFL 1                                    | 07/06/2018 | 1     | 3:57  | New York, New York        | Volta aos Pesados.                                                                                              |
| Derrota | 19-7 (1)   | Gian Villante         | Decisão (dividida)                   | UFC 220: Miocic vs. Ngannou              | 20/01/2018 | 3     | 5:00  | Boston, Massachusetts     | |
| Derrota | 19-6 (1)   | Aleksandar Rakić      | Decisão (unânime)                    | UFC Fight Night: Volkov vs. Struve       | 02/09/2017 | 3     | 5:00  | Roterdão                  | |
| Vitória | 19-5 (1)   | Darren Stewart        | Decisão (unânime)                    | UFC Fight Night: Manuwa vs. Anderson     | 18/03/2017 | 3     | 5:00  | Londres                   | |
| NC      | 18-5 (1)   | Darren Stewart        | NC (cabeçada acidental)              | UFC Fight Night: Nogueira vs. Bader II   | 19/11/2016 | 1     | 1:34  | São Paulo                 | Originalmente uma vitória de Stewart por TKO (socos); Mudado para "No Contest" devido a uma cabeçada acidental. |
| Derrota | 18-5       | Nikita Krylov         | Finalização (mata leão)              | UFC Fight Night: Overeem vs. Arlovski    | 08/05/2016 | 2     | 3:11  | Roterdão                  | |
| Vitória | 18-4       | Elvis Mutapcic        | Decisão (unânime)                    | UFC Fight Night: Dillashaw vs. Cruz      | 17/01/2016 | 3     | 5:00  | Boston, Massachusetts     | |
| Vitória | 17-4       | Ryan Jimmo            | Decisão (unânime)                    | UFC Fight Night: Condit vs. Alves        | 30/05/2015 | 3     | 5:00  | Goiânia                   | |
| Derrota | 16-4       | Hans Stringer         | Decisão (dividida)                   | UFC Fight Night: Shogun vs. Henderson II | 22/03/2014 | 3     | 5:00  | Natal                     | |
| Vitória | 16-3       | Ednaldo Oliveira      | Decisão (unânime)                    | UFC 163: Aldo vs. Korean Zombie          | 03/08/2013 | 3     | 5:00  | Rio de Janeiro            | Estreia no UFC.                                                                                                 |
| Vitória | 15-3       | Simão Melo da Silva   | Finalização (mata-leão)              | WOCS: Watch Out Combat Show 25           | 12/04/2013 | 2     | 4:56  | Rio de Janeiro            | |
| Vitória | 14-3       | Cristiano Souza       | Nocaute Técnico (interrupção Médica) | Shooto - Brazil 36                       | 23/11/2012 | 1     | N/A   | Brasília                  | |
| Vitória | 13-3       | Falco Neto            | Finalização (guilhotina)             | Shooto - Brazil 28                       | 10/03/2012 | 1     | 3:15  | Rio de Janeiro            | |
| Derrota | 12-3       | Baga Agaev            | Nocaute (socos e chutes)             | DFC - Desert Force 2                     | 19/05/2011 | 1     | 1:13  | Amã                       | |
| Vitória | 12-2       | Abhijeet Bulldog      | Nocaute (chute na cabeça)            | DFC - Desert Force 1                     | 08/12/2010 | 1     | 0:05  | Amã                       | |
| Vitória | 11-2       | Kleber Raimundo       | Decisão (unânime)                    | CF - Capital Fight 3                     | 05/11/2010 | 3     | 5:00  | Brasília                  | |
| Vitória | 10–2       | Jacob Quintana        | Finalização (socos)                  | MK - Mega Kombat                         | 24/07/2010 | 3     | 0:00  | Governador Valadares      | |
| Vitória | 9-2        | Alessandro Stefano    | Nocaute Técnico (socos)              | Bitetti Combat 5                         | 12/12/2009 | 1     | 1:50  | Barueri                   | |
| Vitória | 8-2        | Paulo Henrique Garcia | Nocaute Técnico (socos)              | Iron Man Championship 3                  | 10/09/2009 | 1     | N/A   | Belém                     | |
| Vitória | 7-2        | Levi da Costa         | Nocaute Técnico (interrupção médica) | Shooto - Brazil 12                       | 30/05/2009 | 1     | 5:00  | Rio de Janeiro            | |
| Vitória | 6-2        | Roque Oliver          | Finalização (mata-leão)              | Shooto - Brazil 11                       | 28/03/2009 | 1     | 4:48  | Rio de Janeiro            | |
| Vitória | 5-2        | João Paulo de Souza   | Nocaute Técnico (socos)              | Coari Combat 3                           | 15/02/2009 | 1     | N/A   | Coari                     | |
| Vitória | 4-2        | Adriano Balby         | Finalização (mata-leão)              | Manaus Fight Championship                | 14/06/2008 | 1     | 0:52  | Manaus                    | |
| Derrota | 3-2        | Geronimo Mondragon    | Nocaute Técnico (socos)              | AC - Amazon Challenge 2                  | 01/03/2008 | 1     | 4:00  | Manaus                    | |
| Vitória | 3-1        | Sandro Pitbull        | Nocaute Técnico (lesão)              | HTJ - Hero's the Jungle                  | 13/10/2007 | 2     | N/A   | Manaus                    | |
| Derrota | 2-1        | Josué Makowiecky      | Nocaute (chute)                      | Floripa Fight 1                          | 26/11/2005 | 1     | 2:27  | Florianópolis             | |
| Vitória | 2-0        | Rogério Farias        | Finalização (socos)                  | FCC - Fight Center Cup 4                 | 21/10/2005 | 1     | N/A   | Caxias do Sul             | |
| Vitória | 1-0        | Junior Tigre          | Nocaute (chute na cabeça)            | SFC - Slap Fight Combat                  | 16/05/2005 | 1     | 4:27  | Fortaleza                 | |